# Cyklistická trasa 1

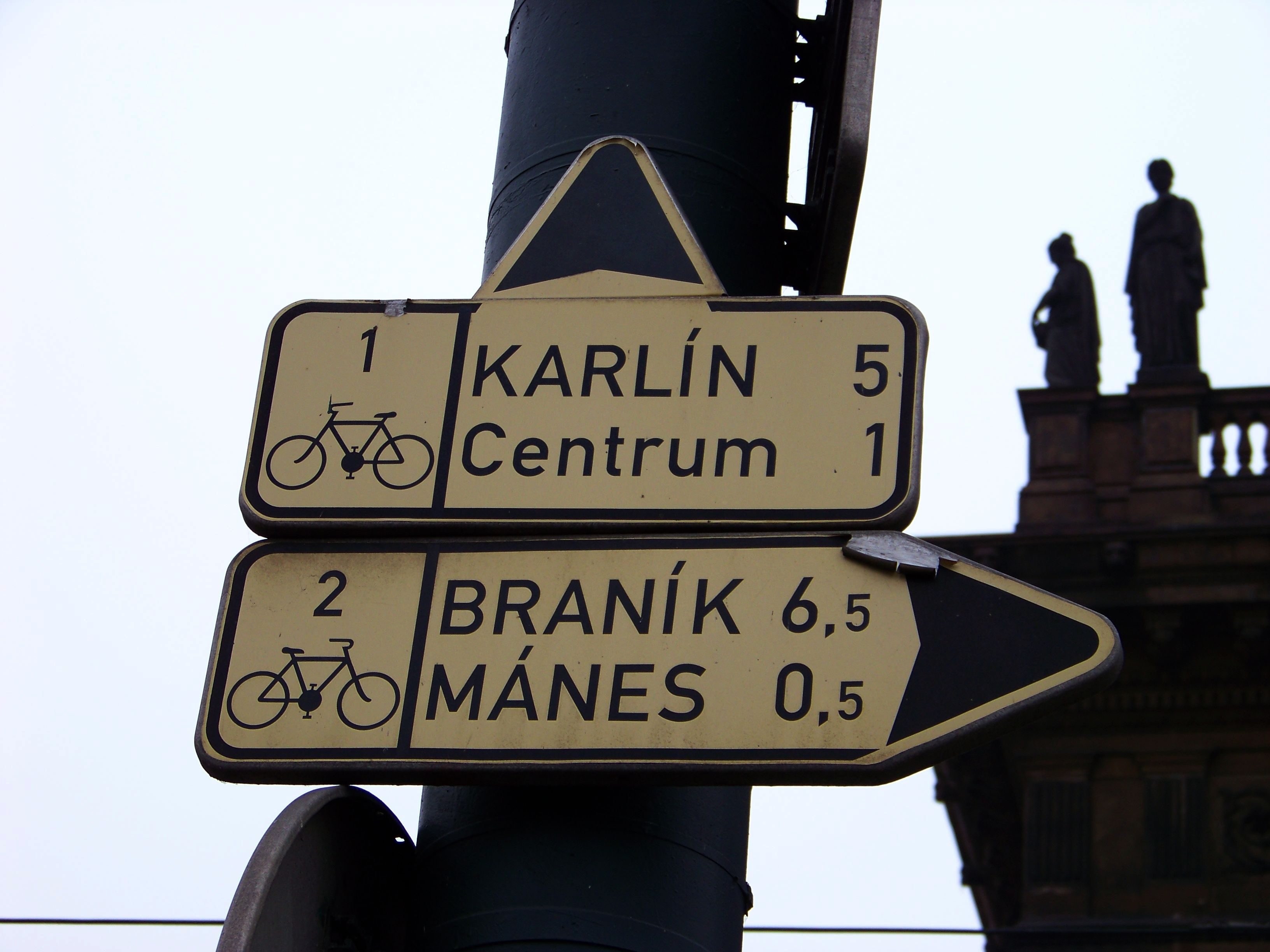
Směrovka na východ – směr Karlín na počátku trasy u Národního divadla

Cyklistická trasa 1 je cyklistická trasa Klubu českých turistů I. třídy vedená mezi Prahou a Brnem. Dále by měla pokračovat přes Hodonín na Slovensko, proto se někdy vyskytuje označení Československá. Prochází okresy Praha-východ, Kolín, Kutná Hora, Chrudim, Žďár nad Sázavou, Brno-venkov a Brno-město. Je součástí evropské cyklistické trasy EuroVelo 4.

## Vyznačené úseky
- Praha, Národní divadlo – Praha-Královice (27 km)
- Mukařov – Jevany – Nučice – Dobré Pole (26 km)
- Kutná Hora - Třebešice - Čáslav - Hostovlice - Žleby - Ronov nad Doubravou - Seč - Hlinsko – Bystřice nad Pernštejnem - Tišnov - hrad Veveří - Brno (201 km)